# 39. ročník udílení Zlatých glóbů
39. ročník udílení Zlatých glóbů se konal 30. ledna 1982 v hotelu Beverly Hilton v Beverly Hills, Los Angeles. Asociace zahraničních novinářů sdružených v Hollywoodu, která Zlatý glóbus uděluje, vyhlásila nominace 7. ledna. Miss Golden Globe byla pro tento rok herečka Laura Dern, dcera herecké dvojice Diane Ladd a Bruce Derna. Držitelem Ceny Cecila B. DeMilla se stal Sidney Poitier.
Nejvíce cen získala romantická komedie Arthur, která z pěti nominací proměnila v cenu čtyři. Zlatý glóbus získala v kategoriích film (komedie/muzikál), herec (komedie/muzikál), herec ve vedlejší roli a filmová píseň. Nejvíce nominací však shodně posbíralo drama Ragtime a historický film Rudí, sedm. První jmenovaný nevyhrál žádnou cenu, druhý pouze za režii. Cena za nejlepší hudbu nebyla udělena. Kategorie Objev roku nebyla pro tento ročník dělená na mužskou a ženskou.
Režisér Warren Beatty získal celkem čtyři nominace – za produkci, za režii, za herecký výkon v dramatu a za scénář. Cenu vyhrál nakonec za režii snímku a porazil tak kolegu Miloše Formana, který byl nominován za Ragtime.
V televizních kategoriích přibyly ty za herecké výkony v minisérii nebo televizním filmu. Podruhé, a naposled, byl taky udělen Glóbus v kategorii Televizní speciál. Poprvé to bylo v roce 1973 na 30. ročníku. Nejvíc cen, dvě, posbírali kriminální seriál Poldové z Hill Street, a televizní filmy Bill a Na východ od ráje.
Alan Alda vyhrál za postavu Hawkeyho Pierce v seriálu M*A*S*H třetí Glóbus za sebou a celkem již pátý. Taky byl nominován v dalších dvou kategoriích – herec (komedie/muzikál) a scénář.

## Vítězové a nominovaní

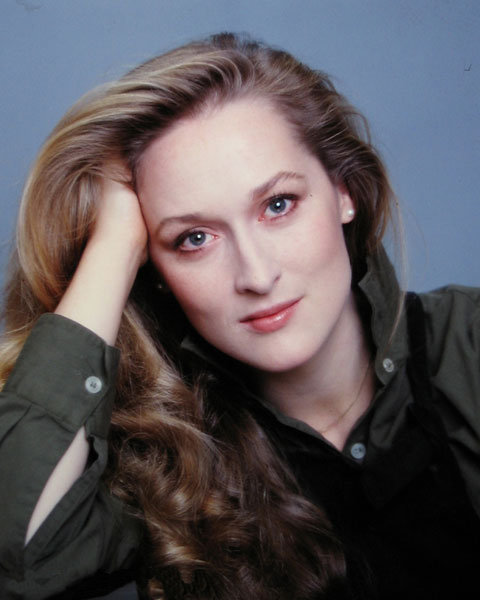
Nejlepší dramatická herečka Meryl Streep

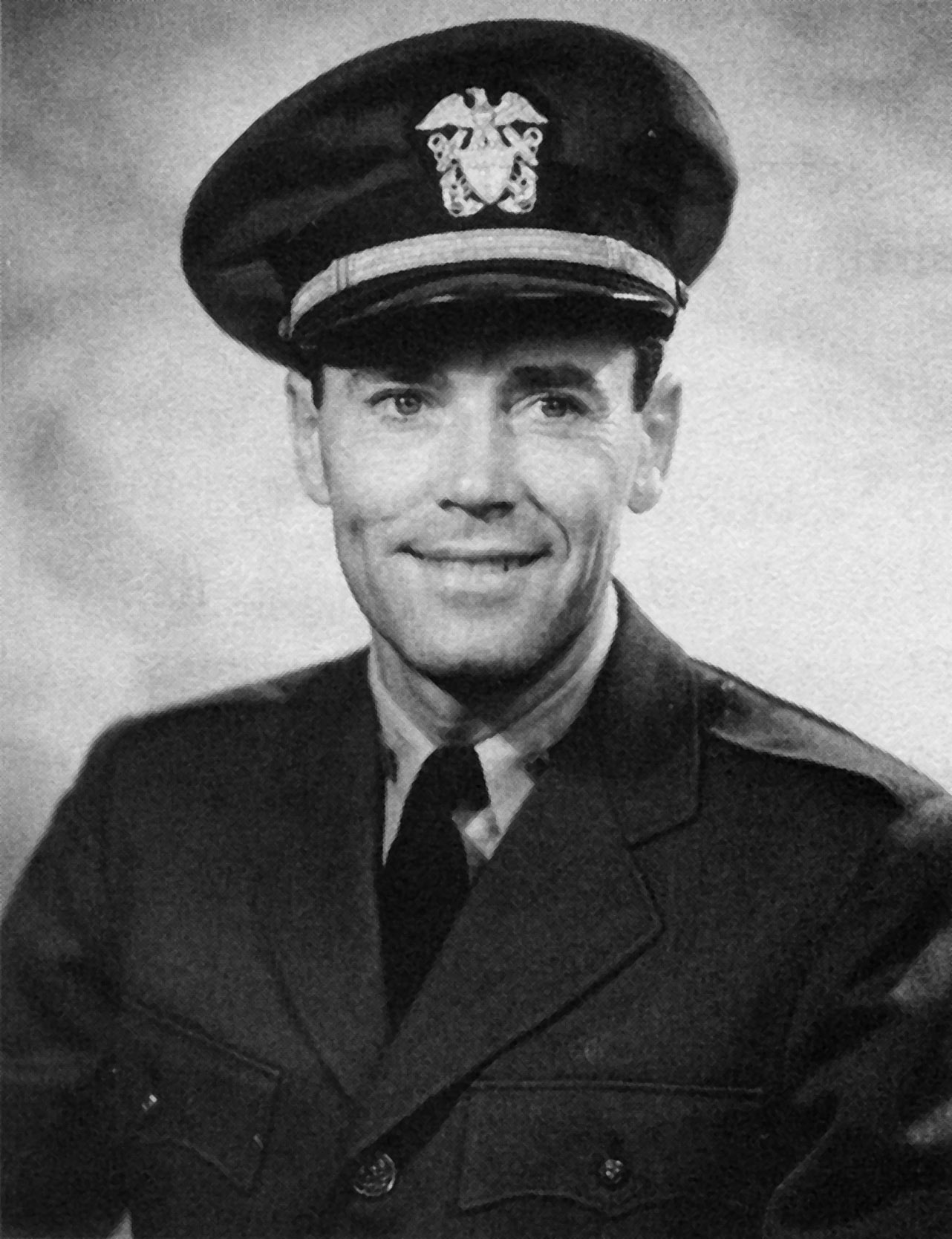
Nejlepší dramatický herec Henry Fonda

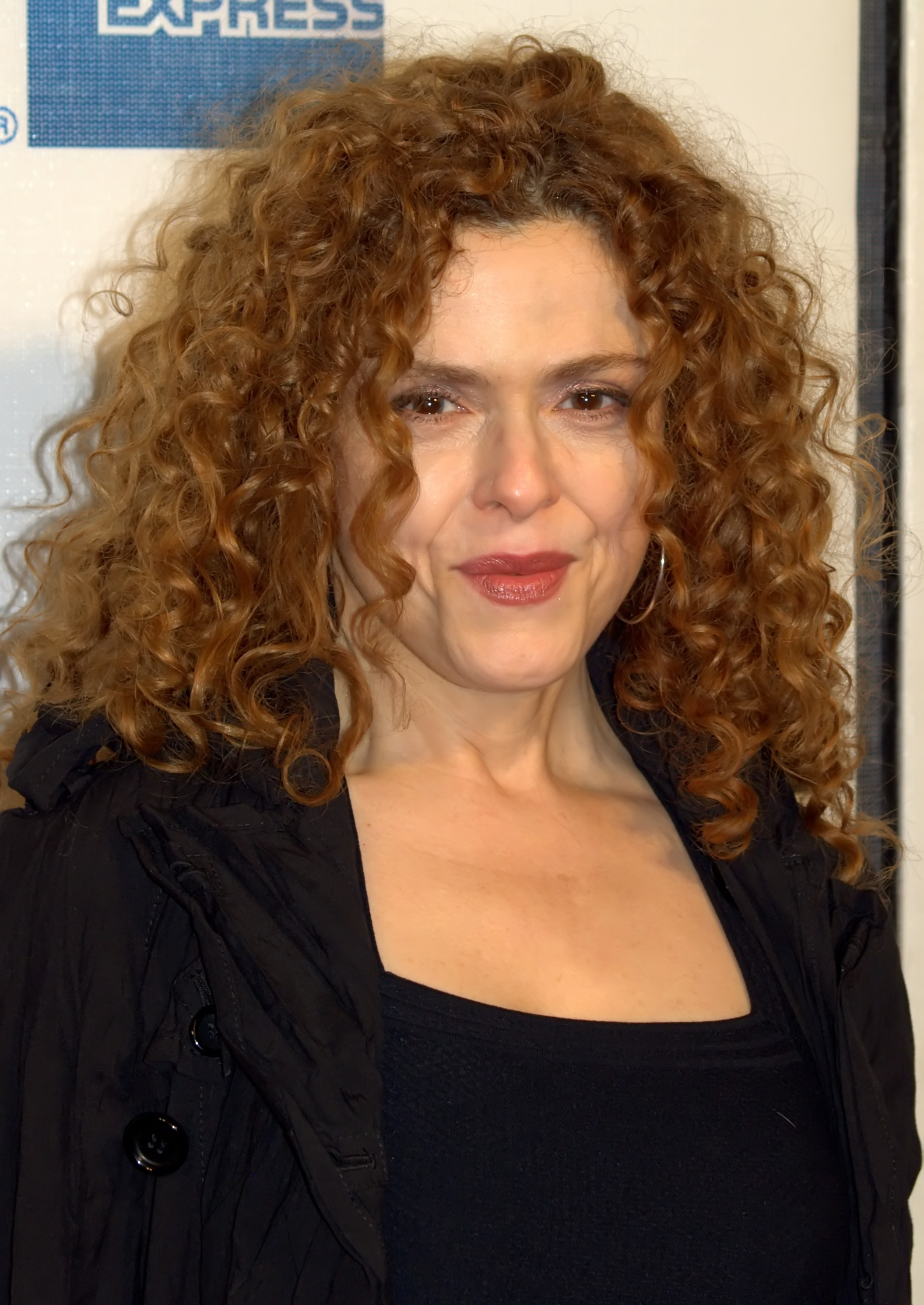
Nejlepší komediální herečka Bernadette Peters

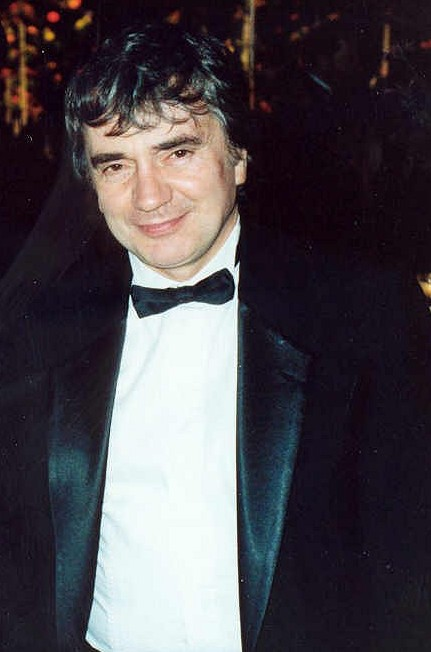
Nejlepší komediální herec Dudley Moore

### Filmové počiny

#### Nejlepší film (drama)
- Na Zlatém jezeře – producent Bruce Gilbert
- Francouzova milenka – producent Leon Clore
- Prince Of the City – producenti Jay Presson Allen, Burtt Harris
- Ragtime – producent Dino De Laurentiis
- Rudí – producent Warren Beatty

#### Nejlepší film (komedie / muzikál)
- Arthur – producent Robert Greenhut
- Čtyři roční období – producent Martin Bregman
- Pennies from Heaven – producenti Nora Kaye, Herbert Ross
- Trhák – producenti Tony Adams, Blake Edwards
- Páskové z Los Angeles – producent Peter Burrell

#### Nejlepší režie
- Warren Beatty – Rudí
- Miloš Forman – Ragtime
- Sidney Lumet – Prince Of the City
- Louis Malle – Atlantic City
- Mark Rydell – Na Zlatém jezeře
- Steven Spielberg – Dobyvatelé ztracené archy

#### Nejlepší herečka (drama)
- Meryl Streep – Francouzova milenka
- Sally Fieldová – Bez zlého úmyslu
- Katharine Hepburn – Na Zlatém jezeře
- Diane Keatonová – Rudí
- Sissy Spacek – Nebezpečný muž

#### Nejlepší herečka (komedie / muzikál)
- Bernadette Peters – Pennies from Heaven
- Blair Brown – Propastný rozdíl
- Carol Burnettová – Čtyři roční období
- Jill Clayburgh – První říjnové pondělí
- Liza Minnelliová – Arthur

#### Nejlepší herec (drama)
- Henry Fonda – Na Zlatém jezeře
- Warren Beatty – Rudí
- Timothy Hutton – Večerka
- Burt Lancaster – Atlantic City
- Treat Williams – Prince Of the City

#### Nejlepší herec (komedie / muzikál)
- Dudley Moore – Arthur
- Alan Alda – Čtyři roční období
- George Hamilton – Zorro, the Gay Blade
- Steve Martin – Pennies From Heaven
- Walter Matthau – První říjnové pondělí

#### Nejlepší herečka ve vedlejší roli
- Joan Hackett – Only When I Laugh
- Jane Fonda – Na Zlatém jezeře
- Kristy McNichol – Only When I Laugh
- Maureen Stapleton – Rudí
- Mary Steenburgen – Ragtime

#### Nejlepší herec ve vedlejší roli
- John Gielgud – Arthur
- James Coco – Only When I Laugh
- Jack Nicholson – Rudí
- Howard E. Rollins – Ragtime
- Orson Welles – Butterfly

#### Objev roku
- Pia Zadora – Butterfly
- Elizabeth McGovern – Ragtime
- Howard E. Rollins – Ragtime
- Kathleen Turner – V žáru vášně
- Rachel Ward – Sharkyho mašina
- Craig Wasson – Čtyři přátelé

#### Nejlepší scénář
- Ernest Thompson – Na Zlatém jezeře
- Kurt Luedtke – Bez zlého úmyslu
- Alan Alda – Čtyři roční období
- Harold Pinter – Francouzova milenka
- Warren Beatty, Trevor Griffiths – Rudí

#### Nejlepší filmová píseň
- „Arthur's Theme (Best That You Can Do)“ – Arthur, hudba a text Peter Allen, Burt Bacharach, Christopher Cross, Carole Bayer Sager
- „Endless Love“ – Endless Love, hudba a text Lionel Richie
- „For Your Eyes Only“ – Jen pro tvé oči, hudba Bill Conti, text Mick Leeson
- „It's Wrong For Me To Love You“ – Butterfly, hudba Ennio Morricone, text Carol Connors
- „One More Hour“ – Ragtime, hudba a text Randy Newman

#### Nejlepší zahraniční film
- Ohnivé vozy – režie Hugh Hudson,Velká Británie
- Atlantic City – režie Louis Malle, Kanada / Francie
- Ponorka – režie Wolfgang Petersen, Západní Německo
- Gallipoli – režie Peter Weir, Austrálie
- Pixote: A Lei do Mais Fraco – režie Hector Babenco, Brazílie

### Televizní počiny

#### Nejlepší televizní seriál (drama)
- Poldové z Hill Street
- Dallas
- Dynastie
- Hart a Hartová
- Lou Grant

#### Nejlepší televizní seriál (komedie / muzikál)
- M*A*S*H
- Barbara Mandrell and the Mandrell Sisters
- Love Boat
- Private Benjamin
- Taxi

#### Nejlepší minisérie nebo televizní film
- Bill
- Na východ od ráje
- A Long Way Home
- Masada
- Murder In Texas

#### Nejlepší televizní speciál (varieté nebo muzikál)
- The Kennedy Center Honors: A Celebration
- AFI Salute To Fred Astaire
- Diana
- Lily: Sold Out
- A Lincoln Center Special: Beverly!

#### Nejlepší herečka v seriálu (drama)
- Barbara Bel Geddes – Dallas
- Linda Evans – Dynastie
- Joan Collins – Dynastie
- Morgan Fairchild – Flamingo Road
- Linda Gray – Dallas
- Stefanie Powers – Hart a Hartová

#### Nejlepší herečka v seriálu (komedie / muzikál)
- Eileen Brennan – Private Benjamin
- Loni Anderson – WKRP In Cincinnati
- Bonnie Franklin – One Day At a Time
- Barbara Mandrell – Barbara Mandrell and the Mandrell Sisters
- Loretta Swit – M*A*S*H

#### Nejlepší herečka v minisérii nebo TV filmu
- Jane Seymour – Na východ od ráje
- Ellen Burstyn – The People vs. Jean Harris
- Glenda Jackson – Příběh Patricie Nealové
- Jaclyn Smith – Jacqueline Bouvier Kennedy
- Joanne Woodward – Crisis At Central High

#### Nejlepší herec v seriálu (drama)
- Daniel J. Travanti – Poldové z Hill Street
- Ed Asner – Lou Grant
- John Forsythe – Dynastie
- Larry Hagman – Dallas
- Tom Selleck – Magnum

#### Nejlepší herec v seriálu (komedie / muzikál)
- Alan Alda – M*A*S*H
- James Garner – Brett Maverick
- Judd Hirsch – Taxi
- Gavin MacLeod – Love Boat
- Tony Randall – Love, Sidney

#### Nejlepší herec v minisérii nebo TV filmu
- Mickey Rooney – Bill
- Dirk Bogarde – Příběh Patricie Nealové
- Timothy Hutton – A Long Way Home
- Danny Kaye – Skokie
- Peter O'Toole – Masada
- Ray Sharkey – The Ordeal Of Bill Carney
- Peter Strauss – Masada

#### Nejlepší herečka ve vedlejší roli (seriál, minisérie, TV film)
- Valerie Bertinelli – One Day At a Time
- Danielle Brisebois – Archie Bunker's Place
- Marilu Henner – Taxi
- Beth Howland – Alice
- Lauren Tewes – Love Boat

#### Nejlepší herec ve vedlejší roli (seriál, minisérie, TV film)
- John Hillerman – Magnum
- Danny DeVito – Taxi
- Pat Harrington – One Day At a Time
- Vic Tayback – Alice
- Herve Villechaize – Fantasy Island

### Zvláštní ocenění

#### Cena Cecila B. DeMilla
- Sidney Poitier